# Placa do Pacífico

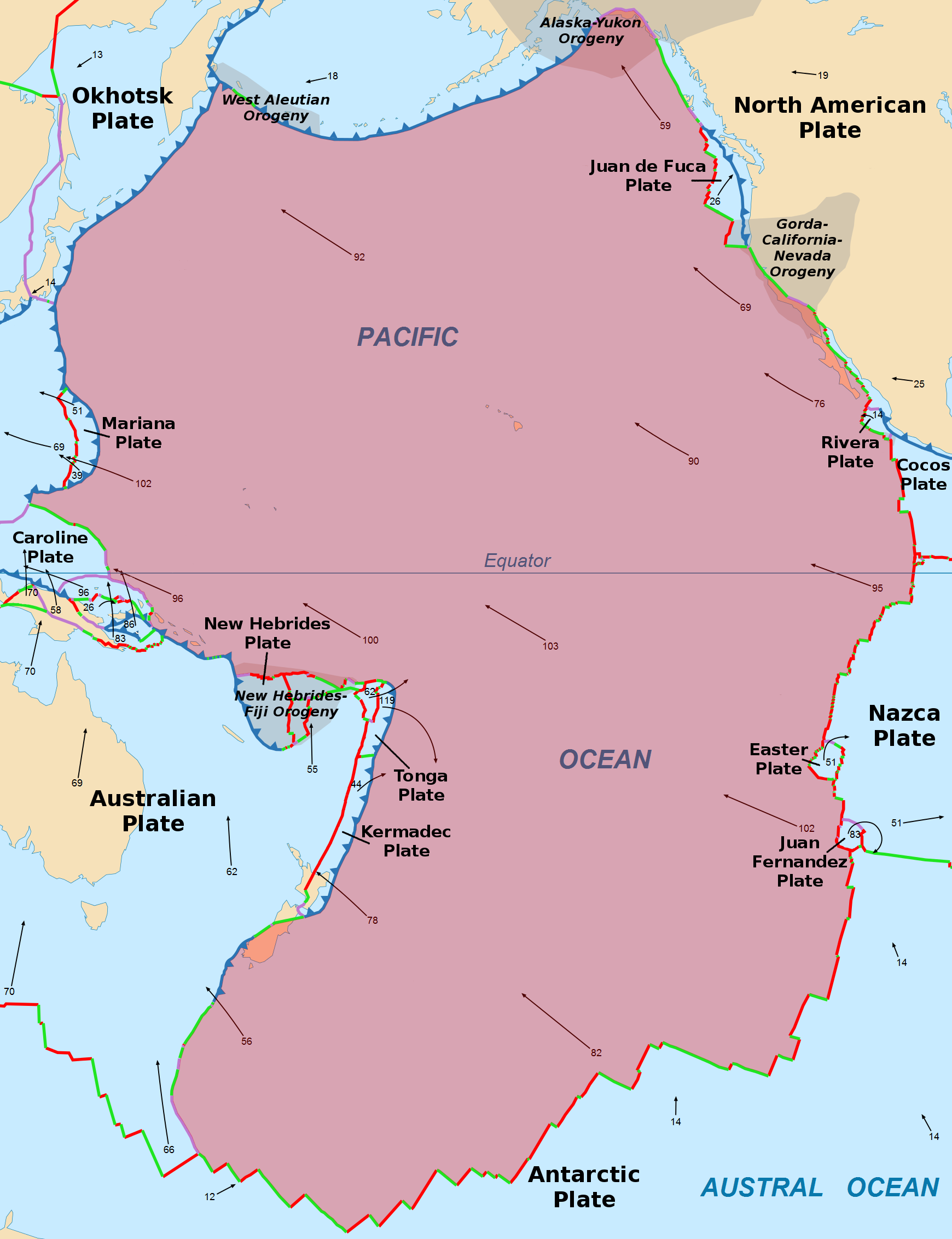
Placa do Pacífico

Placa do Pacífico é uma placa tectónica oceânica e abrange a maior parte do oceano Pacífico. Com 103 milhões de quilômetros quadrados de área, é a maior placa da Terra.
Ao norte faz divisas com a placa do Explorador, a placa Juan de Fuca e a placa de Gorda. Estes conflitos geram fissuras na litosfera. Também faz limites com a placa Norte-americana (a consequência é a falha de San Andreas), a placa de Cocos e a placa de Nazca.
Ao sul, sua colisão com a placa Antártica formou a placa Pacífico-Antártica.